# Citizens UK
Citizens UK (en français, « Citoyens du Royaume-Uni ») est une organisation communautaire, apolitique et areligieuse, quoique fondée à l'initiative de plusieurs groupes religieux. Créée en 1996, elle est au départ cantonnée à l'Est de l'agglomération londonienne (et se nomme à l'époque « The East London Community Organisation » (TELCO), puis au Grand Londres (et se nomme à cette époque « London Citizens ». En 2010, à l'occasion des élections générales britanniques de 2010, elle devient nationale et pèse sur le débat électoral. Son principal champ d'action est la lutte pour la revalorisation de très bas salaires et pour un revenu décent.

## Histoire

### Fondation
La fondation de London Citizens est le fait d'organisations sociales ou religieuses (églises, mosquées, syndicats, écoles, etc.), interpellées sur le problème des travailleurs pauvres de l'agglomération londonienne. Lors de sa fondation en 1996, l'organisation est géographiquement localisée dans les quartiers orientaux de l'agglomération londonienne, se nomme « The East London Community Organisation » et compte trente groupes membres.

### Développement
En avril 2001, la première campagne pour un revenu décent est lancée en présence de huit cents personnes dans un hall de l'East End. À cette occasion, la géographe Jane Wills, spécialiste du syndicalisme, s'intéresse au mouvement et lui propose de lancer des études. Par la suite, le département de géographie de la Queen Mary University of London adhère même à London Citizens.
En 2006, une lettre de félicitations est adressée à l'association par David Cameron, alors chef du parti conservateur. Selon ses termes, « Des organisations telles que TELCO, qui cherchent à donner aux gens une voix, contribuent à renforcer le tissu de la société civile. Ce faisant, ils encouragent un esprit de responsabilité sociale ».

### Élargissement du champ d'action
En 2010, la campagne électorale des élections générales britanniques de 2010 voit l'importance de London Citizens s'accroître fortement ; c'est à cette occasion que l'organisation élargit son champ d'action à l'ensemble du territoire britannique ; elle pèse d'un tel poids électoral que Gordon Brown, premier ministre alors en campagne, vient y faire un de ses discours de campagne.
Au cours des années 2010, le champ d'action de Citizens UK s'élargit. En particulier, lors de la crise migratoire en Europe, l'organisation s'engage pour l'accueil de réfugiés syriens fuyant la guerre civile.
Certains chercheurs placent Citizens UK dans les factions « radicales » (par opposition au modèle « néolibéral ») du courant de « responsabilisation » (empowerment), et dans la lignée de la pensée de Saul Alinsky. D'autres mettent en avant sa politique de création de partenariats et sa recherche d'un dialogue pour contester cet aspect radical ; l'aspect revendicatif est inséparable d'une tentative de mise en œuvre d'une action des pouvoirs publics.
Citizens UK est enregistrée à la Charity Commission for England and Wales (en) depuis le 14 décembre 2004 en tant qu'organisation caritative, sous le numéro 1107264.

## Financement
Afin de rester indépendante de tout financement public, Citizens UK a choisi de n'être financée que par des dons. En 2010, 10 % environ de ces dons proviennent des cotisations des membres (qui vont de 600 à 1 800 livres en fonction de la taille du groupe membre) et 90 % proviennent de dons de sociétés philanthropiques,.

### Mode d'action
La caractéristique principale du mode d'action de Citizens UK est la production d'études montrant l'ampleur du problème, ses causes et ses éventuels remèdes. Le but de cette production d'études est d'appuyer une campagne de revendication par un fondement scientifique. 